# ダニエル・コングレ
ダニエル・コングレ（Daniel Congré,1985年4月5日）は、フランス・オート＝ガロンヌ県・トゥールーズ出身の元サッカー選手。現役時代のポジションはDF。グアドループにルーツを持つ。

## 経歴
地元のクラブであるトゥールーズFCの下部組織出身。2012年7月、モンペリエHSCへ2年契約で移籍。
2021年7月5日、ディジョンFCOに2年契約で移籍。

## 代表歴
U-20フランス代表として2005年トゥーロン国際トーナメントで優勝。2006年のUEFA U-21欧州選手権予選での出場歴を持つ。2009年にはCONCACAFゴールドカップに向けたサッカーグアドループ代表のプレメンバーに選出されていたが。本戦での招集は無かった。

## 所属クラブ
- トゥールーズFC 2004-2012
- モンペリエHSC 2012-2021
- ディジョンFCO 2021-2024